# Кучабський Василь Васильович
Василь-Дмитро Васильович (Васи́ль) Куча́бський (псевд. і крипт.: Бука, Яструб, Бой; 4 листопада 1895, с. Волиця, тепер у складі м. Пустомити, Львівська область — 28 червня 1971, Бланкенбург, НДР) — український історик, публіцист, політик, громадський і військовий діяч; учасник Першої світової війни у складі Українських січових стрільців, автор перших українських підручників з військової справи. Брат Володимира Кучабського — греко-католицького священика, письменника і редактора католицької преси. Дійсний член Наукового товариства ім. Шевченка.

## Життєпис

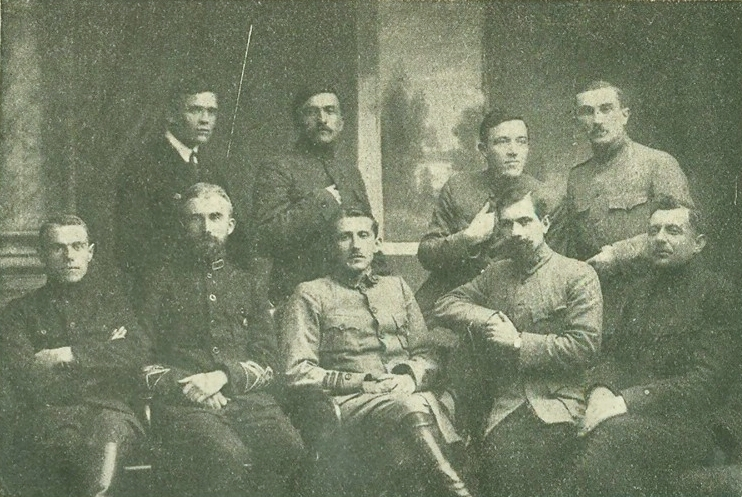
Штаб Січових Стрільців після розформування (1920) : сидять зліва направо Михайло Матчак, Андрій Мельник, Євген Коновалець, Роман Сушко, Іван Даньків; стоять зліва направо Іван Андрух, Роман Дашкевич, Василь Кучабський, Ярослав Чиж

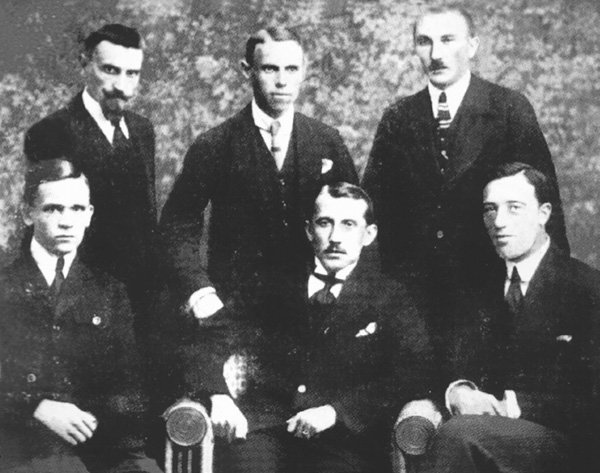
Члени Стрілецької ради у Празі в липні 1920 року. Зліва направо сидять: Іван Андрух, Євген Коновалець, Василь Кучабський; стоять: Іван Чмола, Михайло Матчак, Ярослав Чиж

### Батьки
Батько — Василь Дмитрович — обіймав посаду люстратора — урядника, який складав «люстрації» — відомості про якість земель, про господарські витрати й чистий прибуток державних маєтностей. Дана посада давала йому змогу матеріально забезпечувати родину, але в 1910 р. Василь Дмитрович раптово помер, і родина залишилася без годувальника.

### Освіта
Здобував освіту у 1905—1913 роках в Українській академічній гімназії у Львові (закінчив з відзнакою), продовжив навчання на юридичному факультеті Львівського університету.
У 1911 р. вступив до «Пласту», а в 1913 став активним учасником січово-стрілецького руху в Галичині; згодом — один з провідників «Мазепинського курсу мілітарного».

### Серед січових стрільців
На початку Першої світової війни Василь Кучабський вступив до Легіону Українських Січових стрільців. Спочатку був командантом чети в сотні Василя Дідушка, згодом — командантом сотні УСС (зокрема, у 1915—1916 рр. під час кровопролитних боїв з російськими військами під Болеховом і над Стрипою). За хоробрість, виявлену у боях біля Семиківців, нагороджений Військовим Хрестом Заслуги 3-го класу.
Успішна військова служба поєднувалася із громадськими зацікавленнями. В. Кучабський проводив просвітницьку роботу серед стрілецтва, друкував статті і новели у часописі «Шляхи», брав участь у виданні стрілецького сатиричного часопису «Самохотник». На початку вересня 1916 сотні В. Кучабського і А. Мельника відзначилися у боях під Лисонею неподалік Бережан.
21 вересня 1916 р. потрапив у російський полон і був вивезений до табору для військовополонених біля Царицина (нині: Волгоград). На початку січня 1918 р. у складі групи старшин він утік з табору й пробрався до Києва, де присвятив себе розвитку військових сил української держави. У січні 1918 р. В. Кучабський вступив до Куреня січових стрільців. У складі СС спочатку очолював запасну сотню, згодом — другий піхотний полк. Був членом старшинської ради СС.
У січні—лютому 1918 р. стрілецька сотня під його командуванням вела тяжкі оборонні бої на Подолі у Києві проти більшовицьких військ. У 1918—1919 рр. брав участь у боях проти Червоної Армії і Добровольчої Армії генерала Денікіна.
У 1919 р. Кучабський змінив військову форму на вбрання дипломата, перебуваючи у складі української дипломатичої місії у Швеції. Після повернення в Україну брав участь у боях на українсько-польському фронті у Галичині. У кінці 1919 в складі стрілецьких частин був інтернований до Луцьку. З весни 1920 р. перебував у Чехословаччині, в Празі став одним із засновників Української Військової Організації.
У 1920 р. Василь Кучабський повернувся до Галичини. Після замаху у вересні 1921 р. Степана Федака на Ю. Пілсудського та воєводу о. Грабського, Кучабського тимчасово заарештовано і на деякий час ув'язнено. Після звільнення громадський діяч жив у Львові. У 1923-24 рр. співредактор першого націоналістичного журналу «Заграва» (головний редактор — Д. Донцов).

### Еміграція
У грудні 1922 р. Василь Кучабський разом з Є.Коновальцем виїхав до Німеччини. Тут продовжив навчання, вступивши на філософський факультет (відділення історії та державознавства) Берлінського університету. У 1926 р. В.Кучабський здобув ступінь доктора філософії, а з 1934 по 1939 викладав історію та літературу в гімназії м. Кіль.
З 1938 року був дійсним членом Наукового товариства ім. Шевченка
На еміграції Василь Кучабський присвятив себе науково-публіцистичній діяльності: був активним співробітником Українського Наукового Інституту в Берліні, багато друкувався в українських виданнях: «Літопис Червоної Калини», «Дзвони», «Мета», «Політика», «Записки Українського Наукового Товариства в Берліні», «Літопис політики, письменства і мистецтва» та інших.
У міжвоєнний період Василь Кучабський долучився до гетьманського руху, став членом «Братства українських класократів-монархістів-гетьманців» — саме тоді остаточно оформлювалася консервативна концепція вченого.
У роки гітлерівської окупації Польщі Василь Кучабський був директором бібліотеки у Любліні. У 1945, після вступу радянських військ на територію Польщі, він зник безвісти. Довший час вважали, що він переїхав до Відня, де був заарештований СМЕРШем і згодом розстріляний у Львові. Але, як з'ясувалося лише 2007 року, родина Кучабських протягом усього повоєнного періоду мешкала у м. Бланкенбург, який тоді входив до складу сателіта СРСР — Німецької Демократичної Республіки. Завдяки доброму володінню німецькою мовою та знанню німецьких звичаїв їм весь той час удавалося приховувати своє українське походження. У Бланкенбургу Василь Кучабський і помер, там і похований.

## Праці Кучабського
Автор праць «Die West-Ukraine im Kampfe mit Polen und dem Bolschewismus in den Jahreen
1918-23» (нім., 1934), «Україна і Польща» (1933), «Січові Стрільці. Воєнно- історичний нарис» (1937), «Українська дипломатія та держави Антанти в 1919 р.» (1931), «Польська дипломатія і східно-галицьке питання на Паризькій мирній конференції в 1919 р.»
(1931), «Значення ідей В'ячеслава Липинського» (1935), «Симон Петлюра в світлі історії» (1936).
Окремі видання:
- «Січові Стрільці. Воєнно-історичний нарис» (1937),
- «Українська дипломатія та держави Антанти в 1919 р.» (1931),
- «Польська дипломатія і східно-галицьке питання на Паризькій мирній конфренції в 1919 р. [Архівовано 9 грудня 2020 у Wayback Machine.]» (1931),
- «Україна і Польща» (1933),
- «Західна Україна в боротьбі з Польщею і більшовизмом в 1918 — 1923 рр.» (німецькою мовою, 1934),
- «Значення ідей В'ячеслава Липинського» (1935),
- «Симон Петлюра в світлі історії» (1936).
- Золоті ворота. Історія Січових Стрільців 1917—1919. — Львів — Рочестер, 2004. — 396 с.
- Корпус Січових Стрільців. Воєнно-історичний нарис. — Чикаго, 1969. — 663 с.
- «Західна Україна у боротьбі з Польщею та більшовизмом у 1918—1923 роках» (2015)